# Pablo Picasso (píseň)
„Pablo Picasso“ je píseň amerického hudebníka Jonathana Richmana.
Napsána byla kolem roku 1970. Její první verzi nahrála jeho skupina The Modern Lovers v roce 1972 v losangeleském studiu Whitney Studios a měla být součástí jejího prvního alba. To však nakonec vyšlo až o čtyři roky později, tedy po rozpadu původní kapely, pod názvem The Modern Lovers (na albu jde o čtvrtou píseň v pořadí). V původní nahrávce kromě Richmana (zpěv, kytara) hráli ještě tři další členové skupiny – Ernie Brooks (kytara), Jerry Harrison (baskytara) a David Robinson (bicí). V nahrávce je rovněž jasně znatelný klavírní part, který pravděpodobně nahrál producent této původní nahrávky John Cale. Riff písně se do značné míry podobá písni „Peter Gunn“.
John Cale v roce 1975 nahrál vlastní coververzi této písně a v listopadu toho roku ji vydal na svém albu Helen of Troy. Jeho nahrávka se tak stala vůbec první oficiálně vydanou verzí této písně. Cale je rovněž na některých pozdějších reedicích alba The Modern Lovers chybně uváděn jako spoluautor této písně. Již v roce 1975 hrála při svých koncertech coververzi písně také nově vzniklá kapela Talking Heads. V pozdějších letech píseň nahráli a vydali další hudebníci, mezi něž patří například David Bowie (album Reality), Burning Sensations a Catholic Discipline. Roku 2018 vydal vlastní koncertní nahrávku písně americký hudebník Jack White. Sám Richman píseň v prvních letech po rozpadu původní kapely (1973) při svých koncertech příliš často nehrál, a když už, tak s mírnými úpravami textu. Deník Boston Herald zařadil píseň mezi stovku významných bostonských písní.